# Banchus nigrolineatus
Banchus nigrolineatus là một loài tò vò trong họ Ichneumonidae.